# دييغو هارتفايلد
دييغو هارتفايلد (بالإسبانية: Diego Hartfield)‏ هو لاعب كرة مضرب أرجنتيني.

## وصلات خارجية
- دييغو هارتفايلد على موقع رابطة محترفي التنس (الإنجليزية)
- دييغو هارتفايلد على موقع الاتحاد الدولي لكرة المضرب (الإنجليزية)
- دييغو هارتفايلد على موقع خلاصة التنس.كوم (الإنجليزية)
- دييغو هارتفايلد على موقع إي إس بي إن.كوم (الإنجليزية)
- معلومات عن اللاعب